# Anfernee Dijksteel
Anfernee Dijksteel (Amsterdam, 27 ottobre 1996) è un calciatore olandese naturalizzato surinamese, difensore del Middlesbrough.

## Caratteristiche tecniche
È un terzino destro.

## Carriera

### Club
Inizia la sua carriera professionistica nel Charlton, dove approda nel 2016; debutta fra i professionisti l'8 agosto in occasione dell'incontro di Coppa di Lega vinto 2-1 contro l'Exeter City.
Il 7 agosto 2019 viene acquistato a titolo definitivo dal Middlesbrough, club della seconda divisione inglese.

### Nazionale
Nel 2016 ha giocato una partita con la nazionale olandese Under-20.
Nel 2023 ha esordito nella nazionale maggiore surinamese.
Nel 2025 ha partecipato alla CONCACAF Gold Cup.

## Statistiche
Statistiche aggiornate al 9 maggio 2021.

### Presenze e reti nei club
| Stagione        | Squadra         | Campionato      | Campionato | Campionato | Coppe nazionali | Coppe nazionali | Coppe nazionali | Coppe continentali | Coppe continentali | Coppe continentali | Altre coppe | Altre coppe | Altre coppe | Totale | Totale | Totale |
| Stagione        | Squadra         | Comp            | Pres       | Reti       | Comp            | Pres            | Reti            | Comp               | Pres               | Reti               | Comp        | Pres        | Reti        | Pres   | Reti   |        |
| --------------- | --------------- | --------------- | ---------- | ---------- | --------------- | --------------- | --------------- | ------------------ | ------------------ | ------------------ | ----------- | ----------- | ----------- | ------ | ------ | ------ |
| 2017-2018       | Charlton        | FL1             | 11         | 0          | FACup+CdL       | 1+2             | 0               |                    | -                  | -                  | EFL Trophy  | 5           | 0           | 19     | 0      |        |
| 2018-2019       | Charlton        | FL1             | 33         | 1          | FACup+CdL       | 3+1             | 0               |                    | -                  | -                  | EFL Trophy  | 2           | 0           | 39     | 1      |        |
| ago. 2019       | Charlton        | FLC             | 1          | 0          | FACup+CdL       | 0               | 0               |                    | -                  | -                  |             | -           | -           | 1      | 0      |        |
| 2019-2020       | Middlesbrough   | FLC             | 16         | 0          | FACup+CdL       | 0+1             | 0               |                    | -                  | -                  |             | -           | -           | 17     | 0      |        |
| 2020-2021       | Middlesbrough   | FLC             | 29         | 0          | FACup+CdL       | 0+2             | 0               |                    | -                  | -                  |             | -           | -           | 31     | 0      |        |
| 2021-2022       | Middlesbrough   | FLC             | 5          | 0          | FACup+CdL       | 0               | 0               |                    | -                  | -                  |             | -           | -           | 5      | 0      |        |
| Totale carriera | Totale carriera | Totale carriera | 96         | 1          |                 | 10              | 0               |                    | -                  | -                  |             | 7           | 0           | 113    | 1      |        |

### Cronologia presenze e reti in nazionale
| Cronologia completa delle presenze e delle reti in nazionale ― Suriname | Cronologia completa delle presenze e delle reti in nazionale ― Suriname | Cronologia completa delle presenze e delle reti in nazionale ― Suriname | Cronologia completa delle presenze e delle reti in nazionale ― Suriname | Cronologia completa delle presenze e delle reti in nazionale ― Suriname | Cronologia completa delle presenze e delle reti in nazionale ― Suriname | Cronologia completa delle presenze e delle reti in nazionale ― Suriname | Cronologia completa delle presenze e delle reti in nazionale ― Suriname |
| Data                                                                    | Città                                                                   | In casa                                                                 | Risultato                                                               | Ospiti                                                                  | Competizione                                                            | Reti                                                                    | Note                                                                    |
| ----------------------------------------------------------------------- | ----------------------------------------------------------------------- | ----------------------------------------------------------------------- | ----------------------------------------------------------------------- | ----------------------------------------------------------------------- | ----------------------------------------------------------------------- | ----------------------------------------------------------------------- | ----------------------------------------------------------------------- |
| 24-3-2023                                                               | Paramaribo                                                              | Suriname                                                                | 0 – 2                                                                   | Messico                                                                 | CONCACAF Nations League 2022-2023 - 1º turno                            | -                                                                       | 90’                                                                     |
| 18-6-2023                                                               | Fort Lauderdale                                                         | Suriname                                                                | 0 – 0 (3 – 4 dtr)                                                       | Porto Rico                                                              | Qual. Gold Cup 2023                                                     | -                                                                       |                                                                         |
| 24-3-2024                                                               | Almere                                                                  | Suriname                                                                | 1 – 1                                                                   | Martinica                                                               | Amichevole                                                              | -                                                                       |                                                                         |
| 5-6-2024                                                                | Paramaribo                                                              | Suriname                                                                | 4 – 1                                                                   | Saint Vincent e Grenadine                                               | Qual. Mondiali 2026                                                     | -                                                                       |                                                                         |
| 8-6-2024                                                                | The Valley                                                              | Anguilla                                                                | 0 – 4                                                                   | Suriname                                                                | Qual. Mondiali 2026                                                     | -                                                                       | 46’                                                                     |
| 5-9-2024                                                                | Leonora                                                                 | Guyana                                                                  | 1 – 3                                                                   | Suriname                                                                | CONCACAF Nations League 2024-2025 - 1º turno                            | -                                                                       | 78’                                                                     |
| 11-10-2024                                                              | Paramaribo                                                              | Suriname                                                                | 1 – 1                                                                   | Costa Rica                                                              | CONCACAF Nations League 2024-2025 - 1º turno                            | -                                                                       |                                                                         |
| 15-10-2024                                                              | Paramaribo                                                              | Suriname                                                                | 5 – 1                                                                   | Guyana                                                                  | CONCACAF Nations League 2024-2025 - 1º turno                            | -                                                                       | 85’                                                                     |
| 15-11-2024                                                              | Paramaribo                                                              | Suriname                                                                | 0 – 1                                                                   | Canada                                                                  | CONCACAF Nations League 2024-2025 - Quarti di finale                    | -                                                                       | 69’                                                                     |
| 6-6-2025                                                                | Paramaribo                                                              | Suriname                                                                | 1 – 0                                                                   | Porto Rico                                                              | Qual. Mondiali 2026                                                     | -                                                                       |                                                                         |
| 10-6-2025                                                               | San Salvador                                                            | El Salvador                                                             | 1 – 1                                                                   | Suriname                                                                | Qual. Mondiali 2026                                                     | -                                                                       | 46’                                                                     |
| 15-6-2025                                                               | San Diego                                                               | Costa Rica                                                              | 4 – 3                                                                   | Suriname                                                                | Gold Cup 2025 - 1° turno                                                | -                                                                       | 46’                                                                     |
| 22-6-2025                                                               | Arlington                                                               | Rep. Dominicana                                                         | 0 – 0                                                                   | Suriname                                                                | Gold Cup 2025 - 1° turno                                                | -                                                                       | 74’                                                                     |
| Totale                                                                  |                                                                         | Presenze                                                                | 13                                                                      |                                                                         | Reti                                                                    | 0                                                                       |                                                                         |